# Писарівка (струмок)
Писарівка — струмок в Україні у Стрийському районі Львівської області. Правий доплив річки Опору (басейн Дністра).

## Опис
Довжина струмка приблизно 2,53 км, найкоротша відстань між витоком і гирлом — 2,45  км, коефіцієнт звивистості річки — 1,03 . Формується декількома безіменними струмками.

## Розташування
Бере початок на південно-східних схилах гори Явірник (1120,6 м). Тече переважно на північний схід і на західній стороні від села Опорець впадає у річку Опір, праву притоку річки Стрий.

## Цікаві факти
- Проти гирла струмка на північно-східній стороні розташовані гори Берда (819 м) та Зановське (821 м)[3].